# 구쓰키 다네모토
쿠츠키 타네모토(일본어: 朽木稙元 くつき たねもと[*])는 탄바국 후쿠치야마번 2대 번주이자, 후쿠치야마 쿠츠키씨 3대 당주이다.

## 생애
간분 4년 (1664년) 3월 27일, 초대 번주 (당시에는 히타치국 츠치우라번주) 쿠츠키 타네마사의 장남으로 태어났다. 호에이 5년 (1708년) 6월 25일, 아버지의 은거로 가독을 이어 후쿠치야마번의 번주가 되었고, 동생 쿠츠키 타네하루에게 3천석을 분봉해주었다. 번정에서는 번 재정의 곤궁에 시달리고 있다.
교호 6년 (1721년) 1월 24일에 58세의 나이로 사망했다. 가독은 장남인 타네츠나가 이었다.

## 가족 관계
- 아버지 : 쿠츠키 타네마사 (1643년 ~ 1714년)
- 어머니 : 사쿠히메(作姫) - 다이레이인(台嶺院), 오카베 노부카츠의 딸
- 정실 : 아키모토 타카토모의 딸
- 측실 : 테이쇼인(貞松院)
- 생모 미상의 자녀
  - 장남 : 쿠츠키 타네츠나 (1711년 ~ 1726년)

| 전임 쿠츠키 타네마사 | 제2대 후쿠시마번 번주 1708년 - 1721년 | 후임 쿠츠키 타네츠나 |